# Cornus alba
Cornus alba, el cornejo siberiano, es un arbusto grande o un árbol pequeño. Es una planta ornamental muy popular usada en ajardinamientos. Las características más notables incluyen la de poseer vástagos rojos en el otoño, florecer a finales de invierno y unas hojas abigarradas en algunos de sus cultivares. Es originario de Europa hasta el norte de Corea.

## Descripción
El cornejo siberiano presenta unas hojas verdes brillantes en pleno verano, arbusto de tamaño mediano a grande con portes de 1 a 4 metros. 
Al principio se desarrolla erecto, aunque con la edad las ramas se abren colgando hacia el suelo. Los vástagos tienen la corteza de color rojo sangre, que se va oscureciendo hacia el rojo marronáceo y después al marrón oliva.
Las hojas tienen formas entre ovoide y elípticas, de 4 a 8 cm de longitud, ligeramente puntiagudas y con bordes enteros. En el otoño sus hojas adquieren un color amarillo o naranja. 
Su fruto es con forma de guisante, redondeado, de color blanco o ligeramente azul, con un interior elíptico y duro; son más largos que anchos y en ambos extremos con terminaciones puntiagudas. 
Su periodo de floración es de mayo a julio.

## Variedades
La variedad Cornus alba 'Kesselringii' posee las ramas básicas verticales, que se ramifican poco. La corteza es marrón negro.

## Usos
Frecuentemente se utiliza como planta ornamental. Estando disponible en diferentes variedades. 

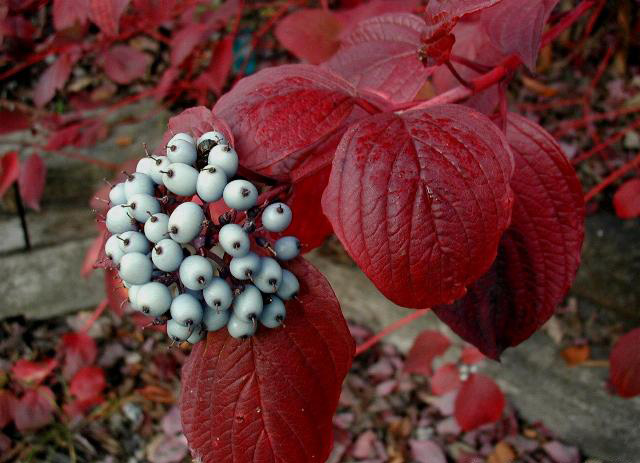
Frutos de Cornus alba.

## Sinonimia
- Cornus alba var. baileyi (Coult. & W.H.Evans) Boivin
- Cornus alba var. interior (Rydb.) Boivin
- Cornus alba subsp. stolonifera (Michx.) Wangerin
- Cornus baileyi Coult. & W.H.Evans
- Cornus instolonea A.Nelson
- Cornus interior (Rydb.) Petersen
- Cornus sericea var. interior (Rydb.) H.St.John
- Cornus sericea subsp. stolonifera (Michx.) Fosberg
- Cornus stolonifera Michx.
- Cornus stolonifera var. baileyi (Coult. & W.H.Evans) Drescher
- Cornus stolonifera var. interior (Rydb.) H.St.John
- Swida instolonea (A.Nelson) Rydb.
- Swida sericea (L.) Holub
- Swida stolonifera (Michx.) Rydb.
- (enlace roto disponible en Internet Archive; véase el historial, la primera versión y la última).